# DFS Aviation Services
Die DFS Aviation Services GmbH (DFS-AS, bzw. kurz „DAS“ genannt) ist eine nach den geltenden europäischen Verordnungen zertifizierte Flugsicherungsorganisation. Die DFS-AS ist eine 100 %-Beteiligung der Deutschen Flugsicherung (DFS) und hat sie ihren Sitz im hessischen Langen. Ende 2005 war die Gesellschaft unter dem Namen The Tower Company GmbH (TTC) gegründet worden. Seit dem 26. März 2007 ist die DFS-AS gemäß der europäischen Single-European-Sky-Verordnungen zertifiziert.
Sie ist auf die Erbringung von Flugsicherungsdiensten und den damit zusammenhängenden Zusatzdiensten an kleinen und mittleren Flugplätzen spezialisiert. Die Ausbildung und Qualifizierung von Fluglotsen an kleinen und mittleren Flugplätzen sowie Beratungsleistungen sind weitere Geschäftsfelder der DFS-AS.
Die DFS-AS (Stand Dezember 2024) hat folgende Tochterunternehmen bzw. internationale Repräsentanzen:
- DFS Aviation Services Bahrain: Erbringung von Flugsicherungsdienstleistungen in Bahrain
- FREQUENTIS DFS AEROSENSE: Joint Venture mit FREQUENTIS zur Vermarktung von Remote-Tower-Systemen[2]
- Air Navigation Solutions: Erbringung von Flugsicherungsdienstleistungen am Flughafen Edinburgh
- DFS Aviation Services Lima: Vorfeldkontrolle am Flughafen Lima[3]
- DFS Aviation Services Singapore: Beratungsdienstleistungen in Südostasien[4]

## Standorte
Die DFS-AS verantwortet derzeit an folgenden deutschen Regionalflugplätzen die Flugverkehrsdienste:
- EDLW Verkehrsflughafen Dortmund (seit 1. Mai 2006)
- EDLV Verkehrsflughafen Niederrhein-Weeze (seit 1. Juli 2006)
- EDSB Verkehrsflughafen Karlsruhe/Baden-Baden (seit 22. Juni 2007)
- EDJA Verkehrsflughafen Memmingen (seit 22. Juni 2007)
- EDLN Verkehrslandeplatz Mönchengladbach (seit 22. Juni 2007)
- EDLP Verkehrsflughafen Paderborn-Lippstadt (seit 22. Juni 2007)
- EDTL Sonderflughafen Lahr (seit 1. Oktober 2013)
- EDNY Verkehrsflughafen Friedrichshafen
- EDBC Verkehrsflughafen Magdeburg-Cochstedt
- EDVE Verkehrsflughafen Braunschweig-Wolfsburg
- EDWE Verkehrslandeplatz Emden vom Remote Tower Center am Flughafen Braunschweig aus (seit 2024)